# 绿泡泡
耿晨晨（1980年6月20日—），艺名绿泡泡，河南洛阳人，前中国中央电视台少儿频道节目主持人。

## 生平
毕业于天津音乐学院声乐专业。2003年起加入中国中央电视台，主持《智慧树》、《小小智慧树》、央视六一晚会等节目，并为《萨米大冒险》、《新大头儿子和小头爸爸之秘密计划》、《新大头儿子和小头爸爸2：一日成才》、《斑马总动员》等动画配音，期间于2013年获得中国播音主持年度金话筒奖。
2010年10月1日与少儿频道主持人搭档陈苏结婚，2019年6月陈苏生下一女。
2024年5月16日，耿晨晨透过抖音官宣从中央广播电视总台离职。